# Ludlow, Missouri
Ludlow är en ort i Livingston County i delstaten Missouri, USA.